# Waterford (Californie)
Pour les articles homonymes, voir Waterford.
Waterford est une municipalité américaine du comté de Stanislaus, en Californie. Au recensement de 2010, Waterford comptait 8 456 habitants.

## Démographie

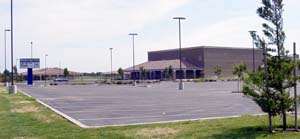
Campus de l'école secondaire de Waterford

| 1880 | 1950  | 1960  | 1970  | 1980  | 1990  |
| ---- | ----- | ----- | ----- | ----- | ----- |
| 63   | 1 777 | 1 780 | 2 243 | 2 683 | 4 771 |

| 2000  | 2010  | - | - | - | - |
| ----- | ----- | - | - | - | - |
| 6 924 | 8 456 | - | - | - | - |